# 虎尾壟語文法
虎尾壟語文法(Favorlang grammar)為基於虎尾壟語之文法。在文法的分類上台灣南島語言並不同於一般的分析語或其它综合语裡的動詞、名詞、形容詞、介詞和副詞等之基本詞類分類。比如台灣南島語裡普遍沒有副詞，而副詞的概念一般以動詞方式呈現、可稱之為「副動詞」，類之於俄语裡的副動詞。 對於數、格(附著)及时态改變時語詞的變化方面。虎尾壟語只有代詞本身會依格位之不同而進行变格運作。謂語本身不會依人称、数、性之變化而進行变位運作；而是基於已然語氣及非已然語氣、以主事(AF)及非主事(NAF)的觀點結合時體氣語詞(TAM/TMA/動貌詞)，再配合謂語的时态、体、式進行焦點變換來運作。基本的文法分類是將虎尾壟語詞類之詞綴、字詞結構及分類法，對比分析語等之詞類分類法加以條析判別。

## 連字號
虎尾壟語為音節化的語言，字詞書寫以語義字組音節為單位連寫。而目前使用連字號在音節之間標示，以之作為鏈接詞綴、疊詞、焦點系統、時貌態系統()等語詞時之分析標示用。比如說/lalu-mu/(我的名字是…)為一附著格式名稱詞，有組字詞音節之結合，所以中間用連字號(-)連結作為教學或研究之分析標示。實際書寫需去掉連字號。

## 撇號
同一字詞內因發音響度關係音節須分開處、或目前發音歸納問題還須理清處；或則表示聲門音<ʔ>等，用撇号< '>予以標示。

## 格位標記
虎尾壟語有六個格位標記。
- ja '主格標記'
- ta '人名標記'
- o, no '斜格(所有格及受格，普通名詞)'
- i '斜格(人名)'
- de; do '方位格'
- i '方向格'

## 焦點系統

### 主事焦點(AF)動詞詞綴
一般式
- -um- ~ -umm- (在以輔音開頭的動詞語幹之後)或 um- ~ umm- (在以元音開頭的動詞語幹之前，除了 i-之外)
- -im-, -em- (制約性的詞構)
- m-
- p-

過去式(AF)
- -in-umm-, in-umm
- m-in-
- -in-

未來式(AF)
- 重複語根第一音節: pa-paga(to have)。

祈使式(AF)
- -a

### 非主事焦點(NAF)動詞詞綴
- -en, -in, -n '受事焦點'(PF)
- -an '處所焦點'(LF)
- -in-, in- '過去式(NAF)'
- ino- '未來式(NAF)'
- ipa- ... -a '祈使式(NAF)'

當-in-及-umm-一起出現在一個單詞時，-in-通常在-um- ~ -umm-之前，就如菲律賓北部的語言(Ilokano language)、(Bontoc language)，以及在沙巴的一些卡达山-杜顺人(Dusunic languages)語系一樣(Rungus Dusun)及Kimaragang Dusun)。有時候，在一些虎尾壟語的詞構中-umm-在-in-之前，不過不是經常有。

## 代詞
虎尾壟語代詞有人稱代詞，指示代詞等。且人稱代詞也兼具有格位標記之功能。

### 人稱代詞
下列虎尾壟語人稱代詞參考自李壬癸院士在「虎尾壟語英語詞典」一書前的導論。所有的人稱代詞為"自由形式"(free bound)。所有格代詞以<-a>作結尾。
| 人稱代名詞型式       | 中性格               | 屬格         | 主格/斜格  | 主格/斜格(附著格式)  |
| -------------------- | -------------------- | ------------ | ---------- | -------------------- |
| 第1人稱單數          | ka-ina               | na-(a)       | ina        |                      |
| 第2人稱單數          | ijonoë               | joa(ioa), oa | ijo        | -ijo/-ijonoë/-oa     |
| 第3人稱單數          | icho                 | choa, oa     | icho(ryul) | -icho/(i)cho-/-icho- |
| 第1人稱複數 (包含式) | torro                | torroa       | torro      |                      |
| 第1人稱複數 (排除式) | namono               | namoa        | namo       |                      |
| 第2人稱複數          | imonoë               | imoa         | imo        | -imonoë              |
| 第3人稱複數          | aicho-ies, decho-noë | choa         | decho      |                      |

## 數詞
數詞構詞分基數詞(非人稱及人稱)、序數詞、倍數詞、集合數詞、以及其它數詞相關類等各式數詞項目。

### 基數詞
| 基數     | 1     | 2      | 3        | 4      | 5      | 6      | 7      | 8 (2x4)  | 9 (10-1) | 10      | 20 or (2×10)       | 40 (2×20)  | 50 (2×20)+10       | 100 (5×20) | 1000 (5×10×20)             |
| 中文     | 一    | 二     | 三       | 四     | 五     | 六     | 七     | 八       | 九       | 十      | 二十               | 四十       | 五十               | 一百       | 一千                       |
| 虎尾壟語 | natta | narroa | natorroa | naspat | nachab | nataap | na-ito | maa-spat | tannacho | tschiet | eis (naroa tsxiet) | narroa eis | narroa-eis tschiet | nachab-eis | manna-achpil a tschiet-eis |

## 參閱
- 原住民族語能力認證
- 原住民族語言書寫系統 (中華民國)
- 族語新聞
- 原住民族電視台
- 虎尾壟語詞典
- 虎尾壟語音系
- 臺灣原住民族命名文化

## 外部連結
- 中研院語言所-<語言暨語言學>期刊目錄
- 10-ICAL/Papers/Tenth International Conference on Austronesian Linguistics 17-20 January 2006 Palawan, Philippines
- 法波蘭族語荷蘭文教材--臺灣原住民歷史語言文化大辭典 （页面存档备份，存于）
- An account of missionary success in the island of Formosa: published in London in 1650 and now reprinted with copious appendices : Campbell, William, 1841-1921(附虎尾壟語語料：XIII. The Lord's Prayer in several FoRMOSAN Dialects；XIV. Dialogues in Formosan-Dutch.)
- 黃文宏－台灣平埔語 （页面存档备份，存于）Favorlang 語例與語法 （页面存档备份，存于）
- 原住民族族語線上詞典 （页面存档备份，存于）
- Ogawa's Vocabulary of Formosan Dialects/小川尚義「臺灣蕃語蒐録」
- Austronesian Comparative Dictionary （页面存档备份，存于）
- 原住民族語言研究發展中心 （页面存档备份，存于）
- Alilin 原住民族電子書城 （页面存档备份，存于）